# Ameroseius lehtineni
Ameroseius lehtineni es una especie de ácaro del género Ameroseius, familia Ameroseiidae. Fue descrita científicamente por Huhta & Karg en 2010.
Esta especie ha sido registrada en Eslovaquia y Finlandia.